# Italia ai VII Giochi paralimpici invernali
L'Italia ha partecipato ai VII Giochi paralimpici invernali di Nagano, in Giappone (dal 5 al 14 marzo 1998) con una delegazione di 21 atleti. L'Italia vinse 10 medaglie e chiuse al 12º posto del medagliere.

## Medaglie
| Medaglie | Atleta                | Sport        | Evento                | Data       |
| -------- | --------------------- | ------------ | --------------------- | ---------- |
| Oro      | Angelo Zanotti        | Sci alpino   | Slalom gigante B1,3   | marzo 1998 |
| Oro      | Angelo Zanotti        | Sci alpino   | Supergigante B1,3     | marzo 1998 |
| Oro      | Bruno Oberhammer      | Sci alpino   | Slalom speciale B1,3  | marzo 1998 |
| Argento  | Gianmaria Dal Maistro | Sci alpino   | Slalom speciale B1,3  | marzo 1998 |
| Argento  | Gianmaria Dal Maistro | Sci alpino   | Slalom gigante B1,3   | marzo 1998 |
| Argento  | Dorothea Agetle       | Sci di fondo | 10 km sitski LW 10-12 | marzo 1998 |
| Argento  | Dorothea Agetle       | Sci di fondo | 10 km sitski LW 10-12 | marzo 1998 |
| Argento  | Roland Ruepp          | Sci di gondo | 10 km sitski LW 11    | marzo 1998 |
| Bronzo   | Bruno Oberhammer      | Sci alpino   | Discesa libera B1,3   | marzo 1998 |
| Bronzo   | Bruno Oberhammer      | Sci alpino   | Supergigahte B1,3     | marzo 1998 |
| Bronzo   | Gianmaria Dal Maistro | Sci alpino   | Slalom speciale B1,3  | marzo 1998 |